# Gymnopilus condensus
Gymnopilus condensus là một loài nấm thuộc họ Cortinariaceae. Nó được nhà nghiên cứu về nấm người Mĩ William Murrill đặt tên vào năm 1917.